# Hoffnungskirche (Oberweißbach)

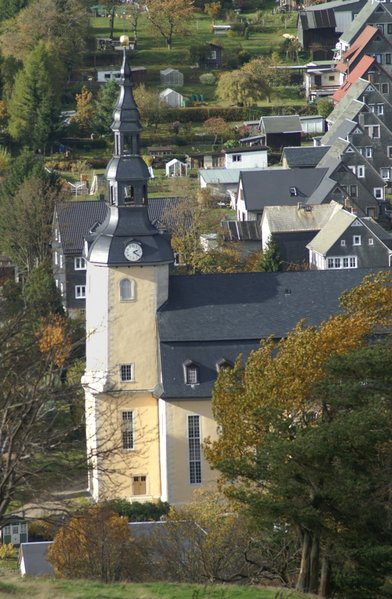
Die Kirche

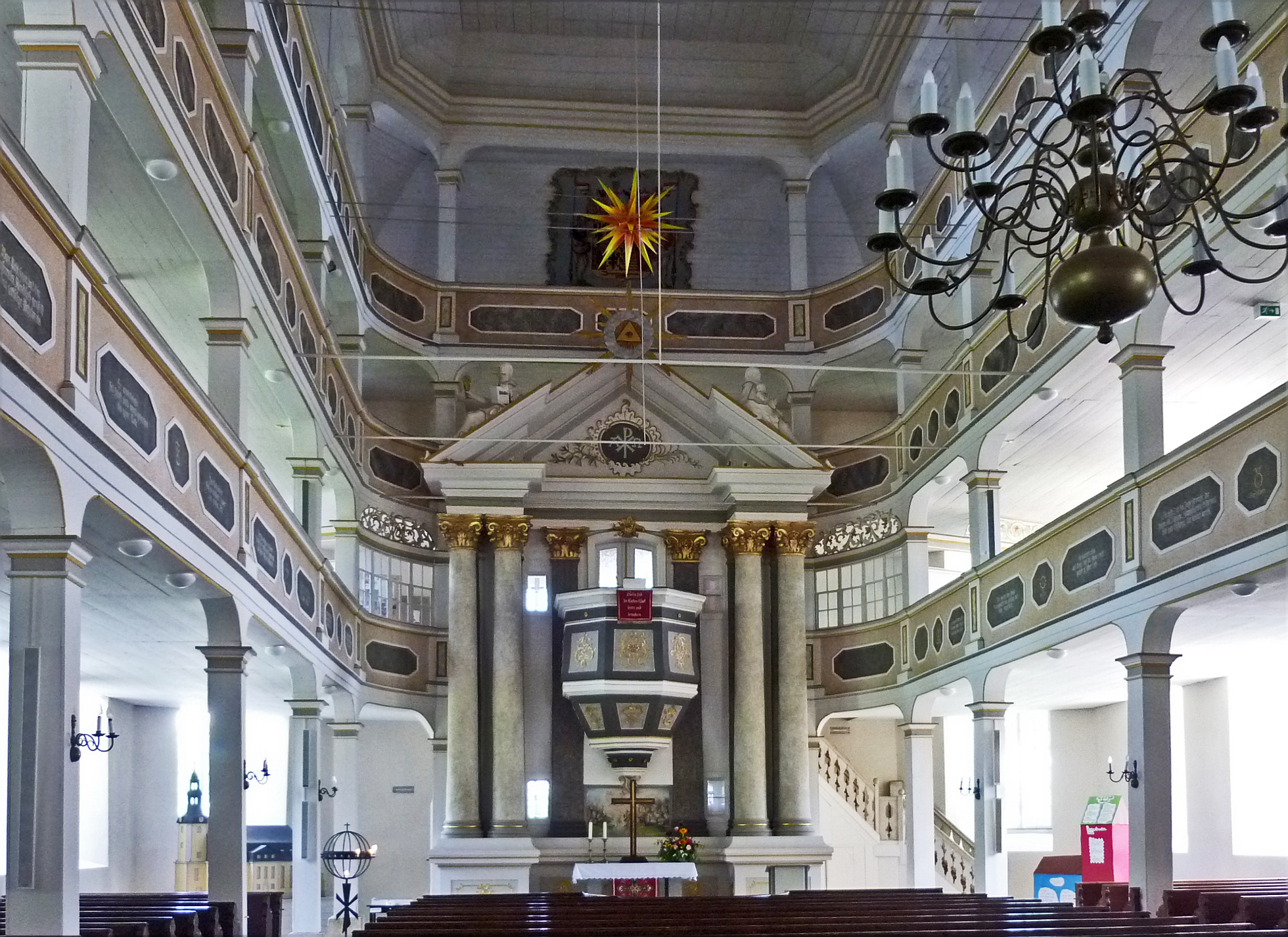
Blick in den Kirchenraum zum Altar

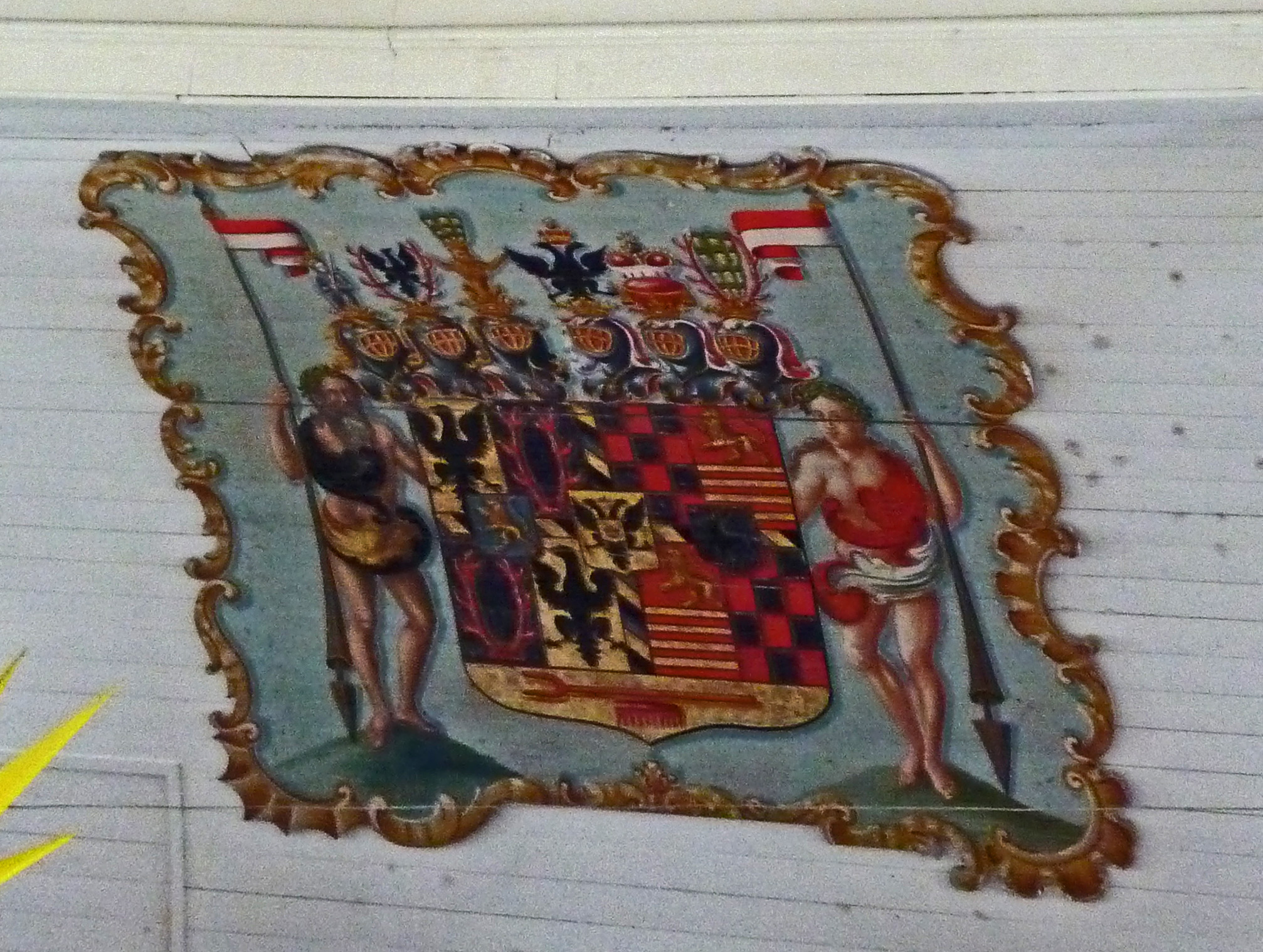
Gesamtwappen des Fürstentums Schwarzburg-Rudolstadt

Die evangelische Hoffnungskirche Oberweißbach ist die Stadtkirche von Oberweißbach im Landkreis Saalfeld-Rudolstadt in Thüringen.
Die Hoffnungskirche mit ihren 2000 Sitzplätzen wurde in der Zeit von 1767 bis 1779 als einschiffiger Barockbau erbaut und am 24. Oktober 1779 geweiht. Wegen ihrer Ausmaße ist die Saalkirche auch als Dom von Südthüringen bekannt. Größe und Ausgestaltung deuten auf den damaligen Wohlstand des Ortes durch den Olitätenhandel hin. Der programmatische Name Hoffnungskirche wurde anlässlich der 225-Jahr-Feier von der Gemeinde gewählt; zuvor war die Kirche namenlos.

## Innenraum
Die dreigeschossigen Emporen mit querschiffartigen Treppenhäusern im Norden und Süden ziehen sich um die ganze Kirche, teils nur unterbrochen durch die Orgel. Mit den Emporen verbunden ist der im Stil der römischen Spätrenaissance gestaltete Kanzelaltar. Bei der Sanierung des Altars 1999 wurde das Predellengemälde Jesu Taufe am Jordan freigelegt und restauriert. In der Mitte der ersten Bankreihe steht ein Taufstein aus dem Jahr 1649, der aus der alten Kirche gerettet wurde.
Das Gesamtwappen auf der dritten Empore oberhalb des Altaraufbaus deutet auf die ehemalige Zugehörigkeit des Ortes zum Fürstentum Schwarzburg-Rudolstadt hin. Es zeigt den Doppeladler im Herzschild und vier Außenfeldern, getrennt durch das sogenannte „Viergrafenkreuz“, flankiert vom „Wilden Mann“ und „Wilder Frau“ als Schildhalter. Im unteren Teil des Wappens die Schlackengabel der Schwarzburger und der Kamm als ritterliche Helmzier. 
Das 1939 entstandene Deckengemälde am hölzernen Spiegelgewölbe erinnert an die berühmteste Person des Ortes, Friedrich Fröbel. Es zeigt die Kindersegnung Jesu aus dem Markusevangelium und erinnert dabei an die Kinderliebe Fröbels. 
Die ursprüngliche Orgel stammt vom Orgelbaumeister Johann Daniel Schulze aus Milbitz. Sie wurde am 24. Oktober 1779 geweiht und verfügte über 38 klingende Register, aufgeteilt in Hauptwerk, Brustwerk und Pedal. 1991 führte das Saalfelder Unternehmen Rösel & Hercher Orgelbau einen Umbau und eine Restaurierung durch. Eine elektropneumatische Traktur wurde eingebaut. Seitdem besitzt die Orgel mit ihren bemalten Pfeifen 27 klingende Register.
Der unter der Orgel befindliche, beheizbare Kirchensaal wird im Winter für Gottesdienste genutzt, da die Hauptkirche nicht beheizbar ist.

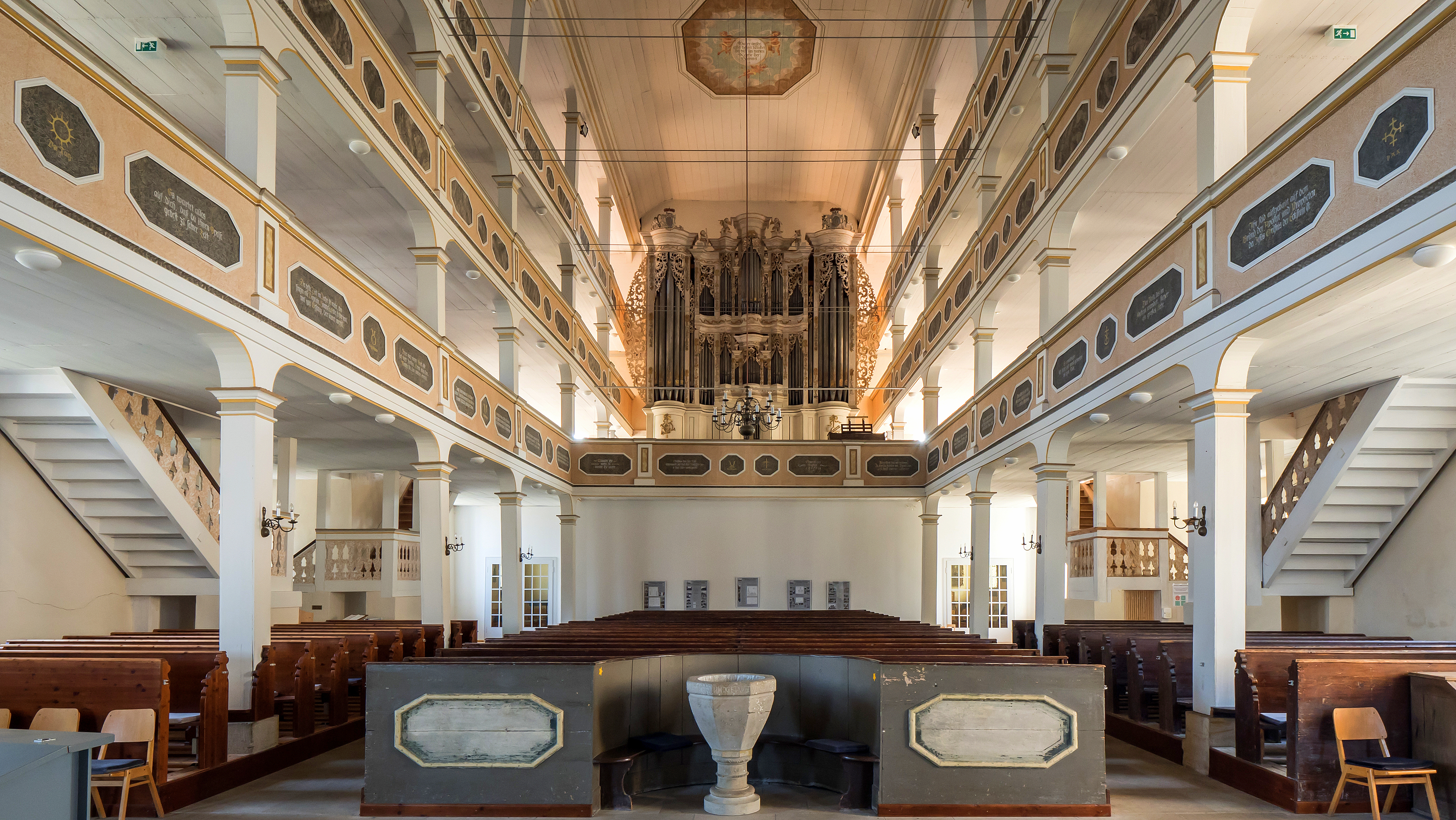
Kirchenraum mit Orgelempore
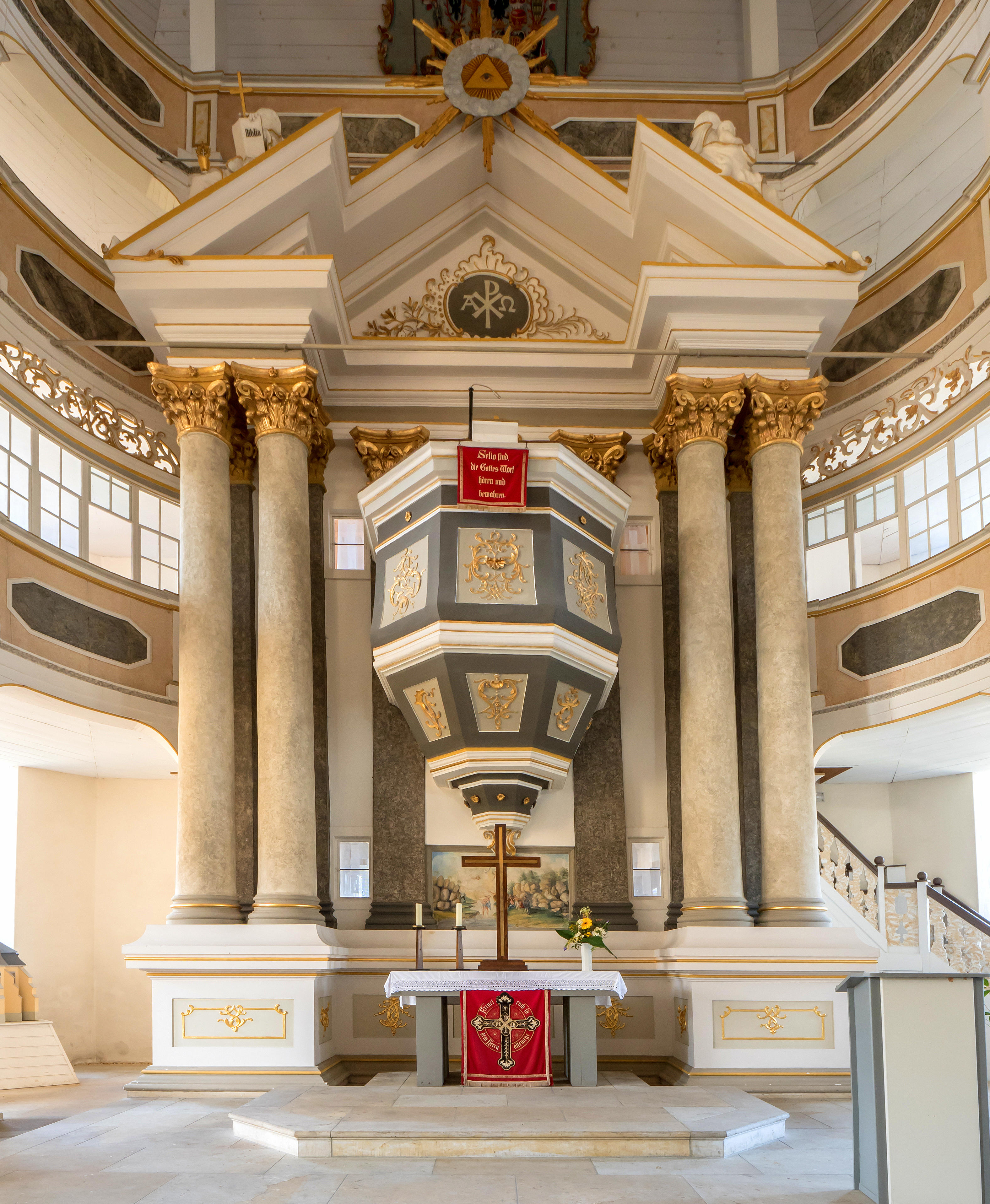
Kanzelaltar
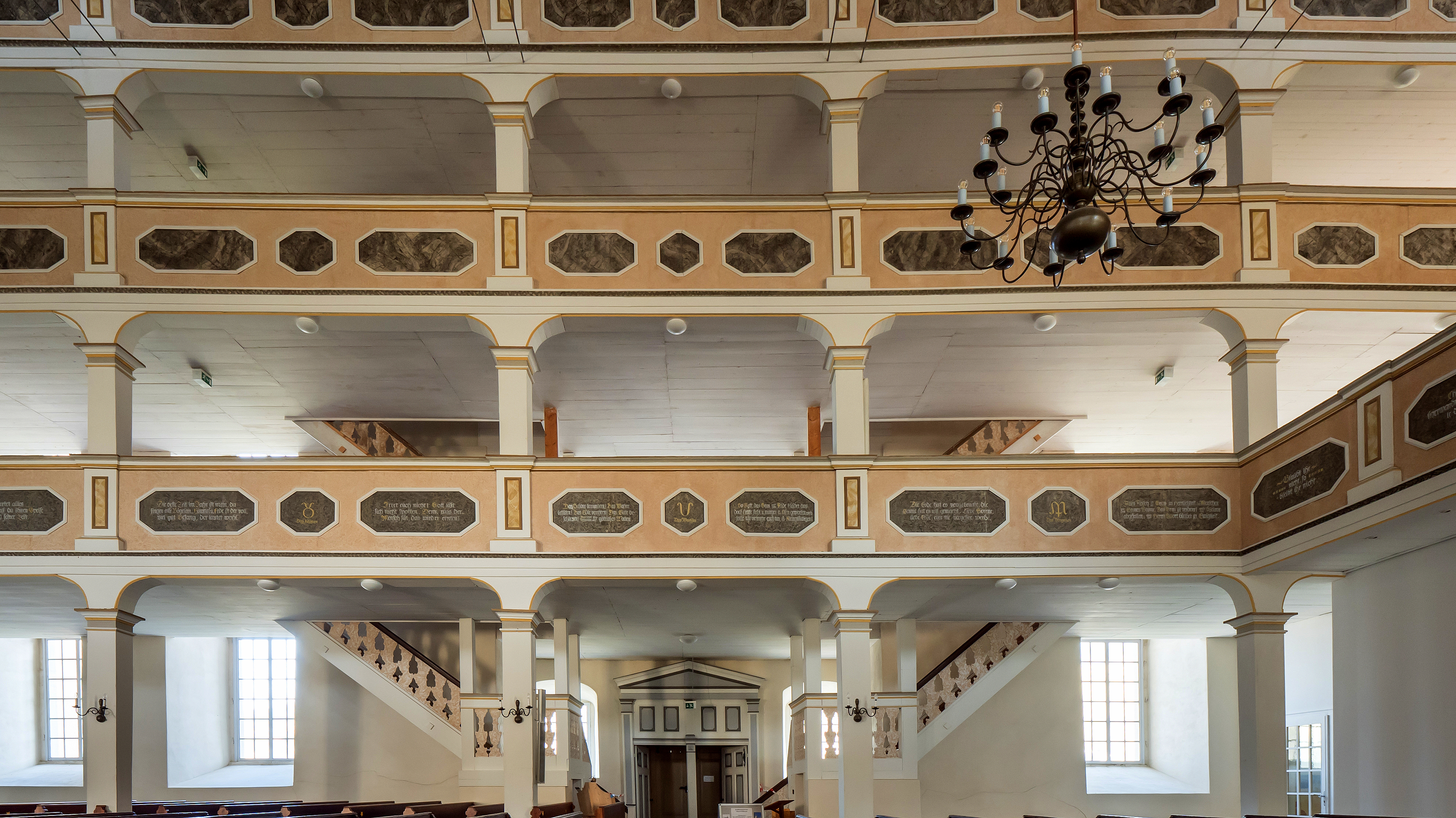
Umlaufende Emporen
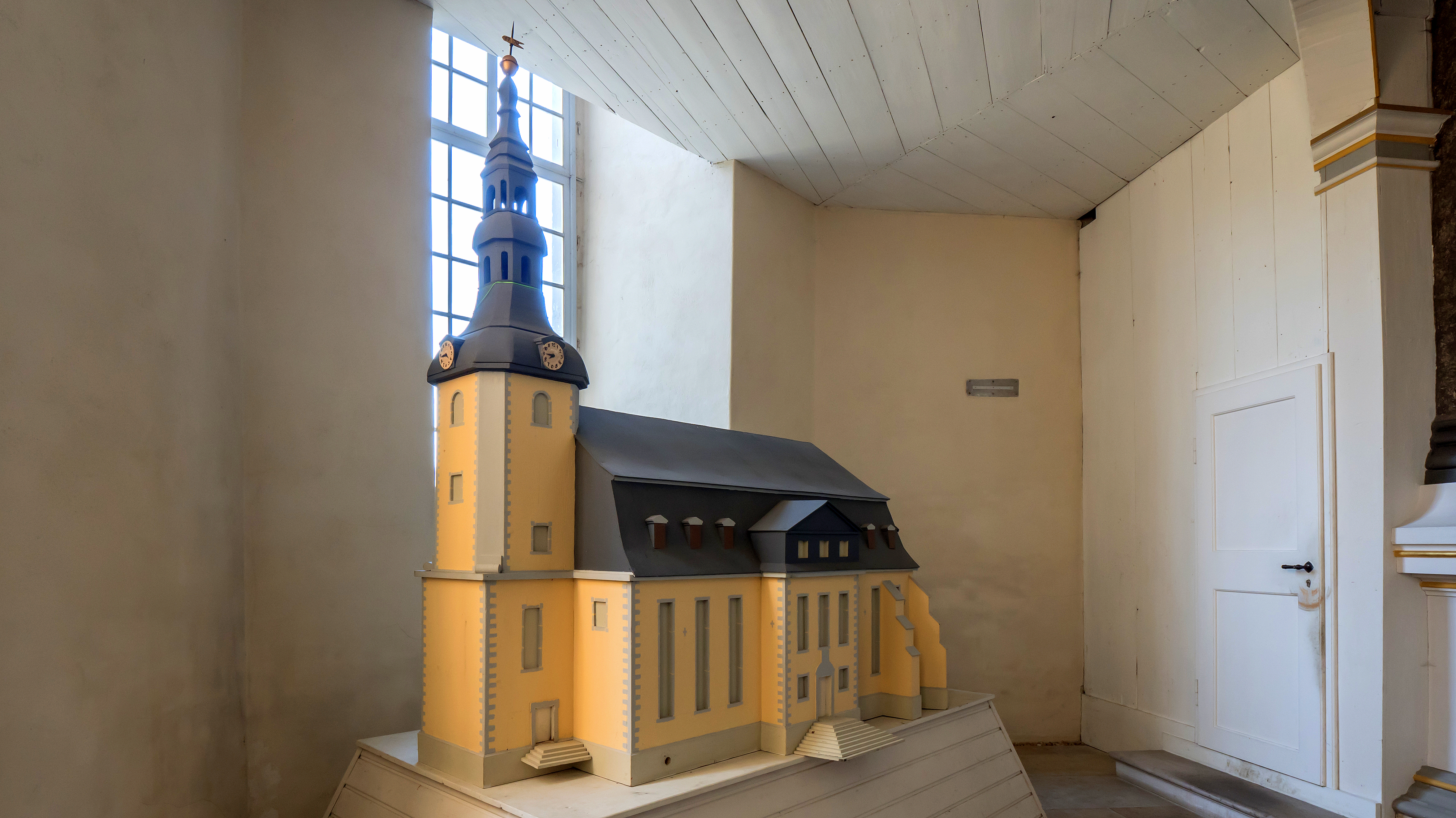
Modell

## Kirchturm
Am 49 Meter hohen, achteckigen Kirchturm wurden bereits 1820 erste Verformungen festgestellt. 1846 wurde durch Einbau erster Anker an der Nordwand und 1890 durch Strebepfeiler an der Ostwand eine Stützung versucht. In den 1960er Jahren wurde die Turmhaube auf einen Betonring gesetzt, nachdem der Turm 1,58 m aus dem Lot war. Erst durch diese Maßnahme konnte das weitere Kippen des Turms verhindert werden.

## Restaurierungen
1917 wurden baufällige Teile ersetzt. 1966–1971 wurden in drei Bauabschnitten Instandsetzungsarbeiten umgesetzt. Ab 1995 gab es umfangreiche Sanierungen, um den maroden und durch den Hausschwamm befallenen Kirchenbau vor dem Verfall zu retten. Neben der Sanierung des Kanzelaltars wurde bis 2001 das komplette, verschieferte Mansarddach neu eingedeckt. 2002 und 2003 erfolgte eine Sanierung des Mauerwerks, ein Jahr später das Auftragen des Feinputzes und der Farbe sowie die Turm- und Turmhelmsanierung. Im Anschluss wurden das Kirchenschiff und die Deckengemälde restauriert.